# Fenilbutazona
La fenilbutazona anomenada també bute, és un fàrmac antiinflamatori no esteroidal (AINE) per al tractament a curt termini del dolor i la febre en animals. Als Estats Units i la Unió Europea, ja no permet per a ús humà, ja que pot causar efectes secundaris greus com ara la supressió de producció de glòbuls blancs i anèmia aplàstica.

## Estructura química
La fenilbutazona és una substància cristal·lina que s'obté per condensació de N-butilmalonat amb hidrazobencé en presència d'una base. En efecte, això representa la formació del sistema heterocíclic per simple lactamització. L'oxifenbutazona, el principal metabòlit de la fenilbutazona, difereix només per la parasubstitució d'un dels seus grups fenil, on un àtom d'hidrogen se substitueix per un grup hidroxil (pel que és 4-butil-1-(4-hidroxifenil)-2-fenil- 3,5-pirazolidindiona).

Hydrazobenzene

Dietil-n-butilmalonat

## Farmacologia
La fenilbutazona es pot administrar per via oral o per via intravenosa. No s'ha d'administrar per via intramuscular o injecció en qualsevol lloc diferent d'una vena, ja que pot causar danys en els teixits. El dany tissular i edema també pot passar si el medicament s'injecta repetidament en el mateix sentit. La fenilbutazona s'ha d'administrar només sota la recomanació d'un veterinari.

## Efectes secundaris i efectes adversos
Els efectes secundaris de la fenilbutazona són similars als d'altres AINE. La sobredosi o l'ús prolongat pot causar úlceres gastrointestinals, discràsies sanguínies, danys renals, lesions orals i interior hemorràgia, especialment pronunciada en els cavalls joves, malalt o estressat. Efectes de dany gastrointestinals inclouen edema de les cames i el ventre secundària a una fugida de proteïnes de la sang en els intestins, el que resulta en la disminució de la gana, set excessiva, pèrdua de pes, debilitat, i en etapes avançades, la insuficiència renal i la mort.
La fenilbutazona no s'ha d'utilitzar en combinació amb antagonistes de la vitamina K tals com warfarina o fenprocumon, ja que amplifica l'anticoagulant efecte d'aquests fàrmacs, amb altres AINE, o conegut en cavalls amb problemes hepàtics o renals. La fenilbutazona desplaça a la warfarina dels llocs d'unió en plasma sanguini i els nivells de sang tòxics que condueixen a l'hemorràgia pot ocórrer.
Es recomana realitzar proves periòdiques de sang quan s'utilitza la fenilbutazona, ja que es pot produir com agranulocitosi.
La fenilbutazona s'ha d'utilitzar amb precaució durant l'embaràs i la lactància de les eugues, ja que pot ser tòxic per a l'embrió i pot ser transferit a través del cordó umbilical i la llet.
La fenilbutazona es pot utilitzar en els poltres, però s'ha d'utilitzar amb especial precaució. Els poltres prematurs, poltres septicèmics amb funció renal o hepàtica alterades i poltres amb diarrea necessiten una vigilància estricta. Medicaments per protegir el tracte gastrointestinal, com ara omeprazole, cimetidina, sucralfat i s'utilitzen amb freqüència amb fenilbutazona.
Les dosis altes de fenilbutazona poden considerar una violació de les regles sota algunes eqüestres organitzacions, com la medicina pot romandre en el torrent sanguini quatre o cinc dies després de l'administració.
L'Agència Internacional per a la Investigació sobre el Càncer el col·loca en el grup 3, és a dir, "no classificable quant a la seva carcinogenicitat per als éssers humans ".
La seva utilització en cavalls es limita als no destinats a aliments. Els metabolits de la fenilbutazona poden causar l'anèmia aplàstica en els éssers humans.

### Interaccions
Altres fàrmacs antiinflamatoris que tendeixen a causar úlceres gastrointestinals, com els corticoesteroides i altres antiinflamatoris no esteroidals, poden potenciar el risc d'hemorràgia. La seva combinació amb fàrmacs anticoagulants, derivats de la cumarina en particular, també augmenta el risc de sagnat. La fenilbutazona pot afectar els nivells sanguinis i la durada d'acció de la fenitoïna, l'àcid valproic, les sulfonamides, sulfonilurea agents antidiabètics, barbitúrics, prometazina, rifampicina, clorfeniramina, difenhidramina i penicil·lina G.

### Sobredosi
La sobredosi de fenilbutazona poden causar insuficiència renal, lesió hepàtica, supressió de la medul·la òssia, i ulceració gàstrica o perforació. Els primers símptomes d'intoxicació inclouen l'anorèxia i la depressió.

## Salut pública
Les opinions són contradictòries sobre la carcinogenicitat de la fenilbutazona en animals, sense l'evidència indica que les causes del càncer en humans a les dosis terapèutiques. Maekawa et al. (1987) determinaren cap augment en la incidència de càncer en rates DONRYU alimentades amb una dieta que contenia 0,125% o 0,25% fenilbutazona durant més de dos anys.
D'altra banda, Kari et al. (1995) van trobar un tipus rar de càncer de ronyó en rates (13 de 100) i un augment de la freqüència de càncer de fetge en rates mascle alimentades amb 150 i 300 mg/kg de pes corporal de fenilbutazona durant dos anys.
Tennant (1993) classifica la fenilbutazona com a carcinogen no mutagènic.
Kirkland i Fowler (2010) en un estudi teòric conclogueren que la fenilbutazona, no es preveu que sigui un mutagen utilitzant un simulador, ja que no es produeix cap interacció amb l'ADN d'aquest producte químic.
Tanmateix un estudi de laboratori indica que la fenilbutazona altera subtilment l'estructura dels cromosomes de la medul·la òssia de cèl·lules ratolins.
Kirkland i Fowler (2010), a més, explicaren que els efectes teòrics cancerígens de la fenilbutazona en els éssers humans no poden ser estudiats perquè el fàrmac es prescriu als pacients en dosis molt per sota del nivell d'efecte pot ser aparent (<1 mM). L'Agència Internacional per a la Investigació del Càncer (IARC), una divisió de l'Organització Mundial de la Salut, va declarar el 1987 que no hi havia proves suficients d'un efecte carcinogènic en éssers humans.
En una recent publicació de l'Autoritat Europea de Seguretat Alimentària (EFSA) es concloïa que no hi havia un risc significatiu per a la salut pública degut a la presència de fenilbutazona en carn de cavall comercialitzada a la Unió Europea.

## Medicament en humans
La fenilbutazona va ser usada per al seu ús en humans per al tractament de l'artritis reumatoide i la gota en 1949. Tanmateix el seu ús ja no està aprovat, i no es comercialitza per a ús en humàns als Estats Units.
Al Regne Unit s'utilitza per al tractament de l'espondilitis anquilosant, però només quan altres tractaments no són adequats.

## Medicament veterinari
La fenilbutazona s'utilitza comunament en cavalls per als següents fins:
- Analgèsic: S'utilitza per a l'alleugeriment del dolor de les infeccions i els trastorns musculoesquelètics, com esquinços, lesions per ús excessiu, tendinitis, artràlgies, artritis, i laminitis. Igual que altres AINEs, que actua directament sobre el teixit musculoesquelètic per controlar la inflamació, reduint d'aquesta manera el dany inflamatori secundari, alleujar el dolor, i la restauració de la capacitat de moviment. No cura les malalties musculoesquelètiques o funciona bé en el dolor dels còlics.
- Antipirètic: S'utilitza per a la reducció de la febre. Les seves qualitats antipirètiques poden emmascarar altres símptomes, i per això no s'ha d'administrar a aquest efecte a menys que un veterinari hagi conclòs que el cavall no seria capaç de menjar o beure sense el seu ús o que la febre podria dificultar la recuperació del cavall.

Al Derbi de Kentucky de 1968 el guanyador de la carrera, Dancer's Image, va ser desqualificat després que es van descobrir rastres de fenilbutazona després de la cursa en una anàlisi d'orina. Posseït pel destacat empresari Massachusetts Peter Fuller i muntat per genet Bobby Ussery, Dancer's Image és l'únic cavall a guanyar el Derbi de Kentucky i després ser desqualificat. La fenilbutazona és legal en la majoria de les pistes dels Estats Units el 1968, però que encara no havia estat aprovat a l'hipòdrom de Churchill Downs.
La controvèrsia i l'especulació encara envolten l'incident. En les setmanes prèvies a la cursa, Peter Fuller va donar els guanys anteriors a Coretta Scott King, la vídua de l'activista dels drets civils Martin Luther King, que va portar elogis i crítiques. L'any anterior, King va dur a terme una seguda enfront de la discriminació d'habitatge que va interrompre Derby setmana. Quaranta anys més tard, Fuller segueix creient imatge de la ballarina va ser desqualificat a causa d'aquests esdeveniments.
Després de molts recursos, però, Forward Pass, va ser triat guanyador, el lloc oficial de Derbi de Kentucky enumera, tant de Dancer's Image i Forward Pass com a guanyadors. Els comentaris del vídeo del lloc web que a la placa del guanyador en Churchill Downs, d'imatge tant de Dancer's Image i Forward Pass es mostren com el guanyador 1968 del Derbi de Kentucky.
La fenilbutazona s'utilitza ocasionalment en gossos per al tractament a llarg termini del dolor crònic, sobretot a causa de l'osteoartritis. Al voltant del 20% dels gossos adults es veuen afectats amb l'osteoartritis, que fa que el maneig del dolor musculoesquelètic un component important de la pràctica dels animals de companyia. El marge de seguretat per a tots els AINE és estret en el gos i altres AINE s'utilitzen amb més freqüència (etodolac i carprofen). Medicaments gastrointestinals-protectores, com ara el misoprostol, cimetidina, omeprazole, ranitidina, o sucralfato, s'inclouen sovint com a part d'un tractament amb qualsevol AINE. Els gossos que reben teràpia crònica fenilbutazona, ha de realitzar una anàlisi de sang periòdiques i seguiment renal.
Els efectes secundaris de la fenilbutazona en gossos inclouen ulceració gastrointestinal, depressió de la medul·la òssia, erupcions cutànies, malestar general, discràsies sanguínies, i disminució del flux sanguini renal disminuïda.